# Guido Eilenberger
Guido Eilenberger (* 13. Februar 1940 in Kitzbühel, Tirol) ist ein deutscher Wirtschaftswissenschaftler österreichischer Herkunft.

## Hochschullehrer
Nach dem Studium der Rechts- und Wirtschaftswissenschaften und einer Tätigkeit als wissenschaftlicher Mitarbeiter an der Universität München, zuletzt als Akademischer Direktor, war Guido Eilenberger Lehrbeauftragter und Gastprofessor der Universität Innsbruck und der TU Chemnitz. Von 1991 bis 1993 wirkte er als Professor der Katholischen Universität Eichstätt, von 1993 bis 2006 als ordentlicher Universitätsprofessor und Inhaber des Lehrstuhls für Allgemeine Betriebswirtschaftslehre, Bankbetriebslehre und Finanzwirtschaft der Universität Rostock (Meyer-Struckmann-Stiftungsprofessur) sowie von 1997 bis 2004 als Vorstand des Instituts für Betriebswirtschaft der Wirtschafts- und Sozialwissenschaftlichen Fakultät. Daneben bekleidete er Funktionen als Vorstand des Instituts für Bankrecht und Bankwirtschaft an der Universität Rostock und als Leiter des Zentrums für bankbetriebliche Forschung (ZBF), Rostock. Forschungsaufenthalte führten ihn in die USA (New York und Chicago) und nach Südostasien (Hongkong und Singapur). Seit 2006 ist Guido Eilenberger Professor emeritus mit Aktivitäten bevorzugt im International Banking und International Financial Management.

## Wissenschaftliches Werk
Die lehrende und forschende Arbeit von Guido Eilenberger hat drei Schwerpunkte:
- Bankbetriebswirtschaft und Finanzmärkte im nationalen und internationalen Kontext
- Betriebliche Finanzwirtschaft einschließlich Behavioral Finance und internationale finanzwirtschaftliche Perspektiven der Unternehmen, insbesondere des Währungsmanagements von Unternehmen und der Besonderheiten von Multinationalen Unternehmen
- Allgemeine Betriebswirtschaftslehre, insbesondere Betriebliches Rechnungswesen, und sonstige Grundfragen des Faches, wie Wertorientierte Unternehmensführung (Value Management).

In diesem Zusammenhang entstanden zahlreiche Monographien als Alleinautor und mit Beteiligung anderer Autoren sowie zahlreiche einschlägige Fachbeiträge zu aktuellen Themen.
Guido Eilenbergers wissenschaftliche Methode ist analytisch-empirischer Natur. Die auf dieser Basis gewonnenen Forschungsergebnisse führen zu praktisch-normativen Aussagen im Sinne einer entscheidungsorientierten Betriebswirtschaftslehre zur Unterstützung und Fundierung des Handelns des Managements von Unternehmen. Beispielhaft sind in diesem Sinne seine grundlegenden Studien zur Bankbetriebswirtschaftslehre (Grundlagen, Internationale Bankleistungen und Bankmanagement) und zur Betrieblichen Finanzwirtschaft (Finanzpolitik und Finanzmanagement von Unternehmungen).
Daneben ist er Herausgeber und Mitherausgeber von einschlägigen Buchreihen. 

## Gremien und Mitgliedschaften
- Dekan und Prodekan der Wirtschafts- und Sozialwissenschaftlichen Fakultät der Universität Rostock (1999–2003)
- Mitglied des Senats der Universität Rostock (1994–1996)
- Vorstand des Instituts für Betriebswirtschaft der Universität Rostock (1997–2004)
- Vorstand des Zentrums für angewandte Bank- und Finanzmarktforschung e.V. (ZBF), Rostock (1994–2006)
- Gründungsmitglied und Direktor des Instituts für Bankrecht und Bankwirtschaft an der Universität Rostock e.V. (1995–2005)
- Mitglied des Kuratoriums des Deutschen Museums (2002–2006)
- Gründungsmitglied des Academic Network Roland Berger Strategic Consultants (seit 1995)
- Mitglied des Wissenschaftlichen Beirats im Institut Européene des Hautes Ėtudes Internationales, Nizza (seit 1998)
- Vorstand der Verwaltungs- und Wirtschaftsakademie München e.V., Studienleiter (2011–2013), Akademieleiter und Vorsitzender des Vorstands seit 2013
- 1. Vorsitzender des Vorstands der Erwin von Kreibig Stiftung, München (seit 1989).